# Fred Blackman
Frederick Ernest Blackman (8 tháng 2 năm 1884 – after 1922) là một cầu thủ bóng đá người Anh, thi đấu cho Woolwich Arsenal, Hastings & St Leonards United, Brighton & Hove Albion, Huddersfield Town, Leeds City và Queens Park Rangers.